# قائمة ملوك إسبانيا
هذه قائمة ملوك إسبانيا، وفيها حكام البلد إسبانيا بالمعنى الحديث للكلمة. السابقون على ملوك العرش الأسباني هم كما يلي:-
- ملوك القوط الغربيون
- ملوك أستورياس
- ملوك نافارا
- ملوك ليون
- ملوك جليقية
- ملوك أراغون
- ملوك قشتالة

وبالنهاية اتحدت تلك الأسر السبعة بعد زواج الملوك الكاثوليك فرديناند الثاني (ملك تاج أراغون) والملكة إيزابيلا الأولى (ملكة تاج قشتالة). ومع ذلك استمرت المملكتين منفصلتين ضمن اتحاد شخصي حكموها معا بسيادة واحدة. كما غزا فرديناند الجزء الجنوبي من نافارا وضمها إلى ما كانت ستصبح اسبانيا. اورثت إيزابيلا مملكتها لابنتها خوانا الأولى، فأضحى فرديناند وصيا لها أثناء جنونها، ولكن رفض طبقة نبلاء قشتالة ذلك دفعه بالاستعانة بزوج جوانا فيليب الوسيم، لكنه عاد واستلم الوصاية بعد وفاة فيليب.
وبعد وفاة فرديناند الثاني في 1516 ورثت ابنته جوانا مملكة أراغون بالإضافة إلى قشتالة، إلا أنها ظلت حبيسة في توردسيلاس بسبب الجنون. وذلك ان ابنها الإمبراطور كارلوس الأول لم يرد أن يكون وليا للعهد، فأعلن من بروكسل أنه ملك قشتالة وأراغون مع والدته. فأدى له بلاط المملكتين يمين الولاء لمشاركته الحكم مع والدته، وبعد وفاتها أضحى الملك الوحيد لقشتالة وأراغون، واستمر الحكم من بعده موحدا.

## مملكة إسبانيا(1479–1873)

### بيت تراستامارا(1479–1555)
اتحدت السلالات المالكة لأراغون وقشتالة في سلسلة واحدة تحت حكم إيزابيلا وفرديناند. فكتابة تاريخ إسبانيا يعامل على أن هذا هو بداية تشكيل مملكة أسبانيا. ولكن في الواقع فإن المملكتين استمرتا لعدة قرون في مؤسسات منفصلة خاصة بها حتى ظهور مراسيم نويفا بلانتا أوائل القرن 18 والتي دمجت البلدين رسميا في دولة واحدة.
| الاسم                                                                 | العمر                                   | بداية الحكم                                      | نهاية الحكم                                      | ملاحظات                                   | العائلة    | الصورة |
| --------------------------------------------------------------------- | --------------------------------------- | ------------------------------------------------ | ------------------------------------------------ | ----------------------------------------- | ---------- | ------ |
| فرناندو الثاني والخامس - ملك كاثوليكي - (بالإسبانية: Fernando V & II)‏ | ‏10 مارس 1452 – 23 يناير 1516 (63 سنة)   | 15 يناير 1475 في قشتالة 20 يناير 1479 في أراغون  | 26 نوفمبر 1504 في قشتالة 23 يناير 1516 في أراغون | ابن خوان الثاني ملك أراغون وخوانا إنريكس  | تراستامارا |        |
| إيزابيلا الأولى - ملكة كاثوليكية - (بالإسبانية: Isabel I)‏             | ‏22 ابريل 1451 - 26 نوفمبر 1504 (53 سنة) | 11 ديسمبر 1474 في قشتالة                         | 26 نوفمبر 1504 في قشتالة                         | ابنة خوان الثاني ملك قشتالة وإيزابيل أفيس | تراستامارا |        |
| خوانا - المجنونة - (بالإسبانية: Juana I)‏                              | ‏6 نوفمبر 1479 - 12 إبريل 1555           | 26 نوفمبر 1504 في قشتالة 23 يناير 1516 في أراغون | 12 ابريل 1555 في إسبانيا                         | ابنة إيزابيلا الأولى وفرناندو الثاني      | تراستامارا |        |
| فيليب الأول - الوسيم - (بالإسبانية: Felipe I)‏                         | ‏22 يوليو 1478 - 25 سبتمبر 1506          | 27 يونيو 1506 في قشتالة                          | 25 سبتمبر 1506 في قشتالة                         | ابن ماكسيمليان الأول وماري دوقة بورغونيا  | تراستامارا |        |

### بيت هابسبورغ(1516–1700)
اتحد عرشا قشتالة وأراغون تحت تاج واحد عندما حكمها كلا من خوانا وكارلوس الأول. ابتدأ الترقيم التقليدي للملوك لتاج قشتالة. أي بعد الملك فرديناند (الثاني لأراغون والخامس لقشتالة حسب القانون من زوجته ملكة قشتالة ايزابيلا الأولى)، يرقم فرديناند التالي بالسادس. وكذلك ألفونسو الثاني عشر يأخذ رقمه التالي من ألفونسو الحادي عشر بدلا من ألفونسو الخامس ملك أراغون، فالملوك الأسبان لهم السبق بهذا الاسم.
| الاسم                                              | العمر                           | بداية الحكم    | نهاية الحكم         | ملاحظات                | العائلة  | الصورة             |
| -------------------------------------------------- | ------------------------------- | -------------- | ------------------- | ---------------------- | -------- | ------------------ |
| كارلوس الأول - الإمبراطور - (بالإسبانية: Carlos I)‏ | ‏24 فبراير 1500 - 21 سبتمبر 1558 | 14 مارس 1516   | 16 يناير 1556 تنازل | ابن خوانا وفيليب الأول | هابسبورغ | Carlos I of Spain  |
| فيليب الثاني - الحكيم - (بالإسبانية: Felipe II)‏    | ‏21 مايو 1527 - 13 سبتمبر 1598   | 16 يناير 1556  | 13 سبتمبر 1598      | ابن كارلوس الأول       | هابسبورغ | Felipe II of Spain |
| فيليب الثالث - التقي - (بالإسبانية: Felipe III)‏    | ‏14 أبريل 1578 - 31 مارس 1621    | 13 سبتمبر 1598 | 31 مارس 1621        | ابن فيليب الثاني       | هابسبورغ |                    |
| فيليب الرابع - العظيم - (بالإسبانية: Felipe IV)‏    | ‏8 أبريل 1605 -17 سبتمبر 1665    | 31 مارس 1621   | 17 سبتمبر 1665      | ابن فيليب الثالث       | هابسبورغ |                    |
| كارلوس الثاني - المسحور - (بالإسبانية: Carlos II)‏  | ‏6 نوفمبر 1661 - 1 نوفمبر 1700   | 17 سبتمبر 1665 | 1 نوفمبر 1700       | بن/حفيد فيليب الرابع   | هابسبورغ |                    |

توفي كارلوس الثاني في 1700 وكانت إرادته تسمية حفيد شقيقته ماريا تيريزا واسمه فيليب وعمره 16 عاما خلفا له لحكم الإمبراطورية الإسبانية. وفي حالة الرفض فإن تاج إسبانيا سيؤول إلى التالي بعد فيليب وهو أخوه الأصغر كارلوس، دوق بيري أو التالي وهو كارل أرشيدوق النمسا والذي أصبح في سنة 1711 الإمبراطور كارل السادس عاهل الإمبراطورية الرومانية المقدسة. كلا المطالبين فيليب وكارل لهما الحق القانوني بالمطالبة بالعرش الأسباني. فجد فيليب هو لويس الرابع عشر ملك فرنسا ووالد كارل هو ليوبولد الأول وهما أبناء الأختين آن وماريا آنا. وإن كان فيليب أفضل حظا بالمطالبة لأن جده لويس الرابع عشر ملك فرنسا هو ابن آن أكبر خواتها من فيليب الرابع. ولكن نص فيليب الرابع في وصيته أن الخلافة ينبغي أن تمر على تسلسل هابسبورغ النمساوي، وأيضا أدعى الفرع النمساوي أن ماريا تيريزا جدة فيليب تخلت عن العرش الإسباني عن نفسها وذريتها وذلك جزء من عقد زواجها. ورد ذلك عن طريق المطالبة الفرنسية على أساس انه من المهر الذي لم يدفع.
بعد اجتماع مطول للمجلس تحدث فيه الدوفين دفاعا عن حقوق ابنه، وافق المجتمعون على أن يرث فيليب العرش. ولكن ذلك لم يمنع ليوبولد الأول من أن يعلن احقيته بالعرش الإسباني (ثم ابنه كارل أرشيدوق النمسا من بعده) فاندلعت الحرب حيث أعلن الأرشيدوق كارل من فيينا نفسه باسم كارل الثالث ملك اسبانيا مناهضة لفيليب الخامس وأيضا من مدريد في السنوات 1706 و1710. ولكن تم الإتفاق في معاهدة راستات سنة 1714 على أن يتخلى كارل عن مطالبه بالعرش الأسباني، ولكن سمح له بالإستحواذ على اقطاعبات إسبانيا في إيطاليا وهولندا. أما فيليب الخامس فأبقي ملكاً لإسبانيا ولكنه أزيح من سلسلة خلافة العرش الفرنسي هو وذريته، وذلك لتجنب حدوث أي اتحاد مستقبلي بين إسبانيا وفرنسا.

### المدعي لعرش آلهابسبورغالمتنازع عليه
| # | الصورة | الشعار | الإسم                                 | الحياة                                  | الحكم                         | اللقب                                                            | سبب مطالبته           |
| - | ------ | ------ | ------------------------------------- | --------------------------------------- | ----------------------------- | ---------------------------------------------------------------- | --------------------- |
| 6 |        |        | كارل أرشيدوق النمسا، بأنه كارل الثالث | 1 أكتوبر 1685 – 20 أكتوبر 1740 (عمر 55) | 12 سبتمبر 1703 – 2 يوليو 1715 | - ملك إسبانيا ونابولي وصقلية وسردينيا - دوق ميلانو - عاهل هولندا | ابن حفيد فيليب الثالث |

### آل بوربون(1700–1808)
| الاسم                                                             | العمر                                    | بداية الحكم    | نهاية الحكم                 | ملاحظات                | العائلة | الصورة                |
| ----------------------------------------------------------------- | ---------------------------------------- | -------------- | --------------------------- | ---------------------- | ------- | --------------------- |
| فيليب الخامس - النشيط - (بالإسبانية: Felipe V)‏                    | ‏19 ديسمبر 1683 - 9 يوليو 1746 (62 سنة)   | 16 نوفمبر 1700 | 14 يناير 1724 (تنازل)       | حفيد ابنة فيليب الرابع | بوربون  | Philip V of Spain     |
| لويس الأول - المحبوب والحر - (بالإسبانية: Luis I)‏                 | ‏25 أغسطس 1707 - 31 أغسطس 1724 (17 سنة)   | 14 يناير 1724  | 31 أغسطس 1724               | ابن فيليب الخامس       | بوربون  |                       |
| فيليب الخامس - النشيط - (بالإسبانية: Felipe V)‏                    | ‏19 ديسمبر 1683 - 9 يوليو 1746 (62 سنة)   | 6 سبتمبر 1724  | 9 يوليو 1746                | والد لويس الأول        | بوربون  | Philip V of Spain     |
| فرناندو السادس - الحكيم - (بالإسبانية: Fernando VI)‏               | ‏23 سبتمبر 1713 - 10 أغسطس 1759 (45 سنة)  | 9 يوليو 1746   | 10 أغسطس 1759               | ابن فيليب الخامس       | بوربون  | Fernando VI of Spain  |
| كارلوس الثالث - الملك المستبد المستنير - (بالإسبانية: Carlos III)‏ | ‏20 يناير 1716 - 14 ديسمبر 1788 (72 سنة)  | 10 أغسطس 1759  | 14 ديسمبر 1788              | ابن فيليب الخامس       | بوربون  | Carlos III of Spain   |
| كارلوس الرابع - الصياد - (بالإسبانية: Carlos IV)‏                  | ‏11 نوفمبر 1748 - 20 يناير 1819 (70 سنة)  | 14 ديسمبر 1788 | 19 مارس 1808 (تنازل إجباري) | ابن كارلوس الثالث      | بوربون  | Charles IV of Spain   |
| فيرناندو السابع - المرغوب والمجرم - (بالإسبانية: Fernando VII)‏    | ‏14 أكتوبر 1784 - 29 سبتمبر 1833 (48 سنة) | 19 مارس 1808   | 29 سبتمبر 1833              | ابن كارلوس الرابع      | بوربون  | Fernando VII of Spain |

### عائلة بونابرت(1808–1813)
العاهل الوحيد لتلك السلالة هو جوزيف الأول والذي فرضه شقيقه نابليون الأول بعد تنازل كارلوس الرابع وفيرناندو السابع. واستخدم جوزيف لقب «ملك اسبانيا والإنديز، بنعمة الله ودستور الدولة». وقد أعطيت له لاحقا جميع ألقاب ملوك السابقين. تشكلت حكومة في مواجهة الفرنسيين في قادس في 25 سبتمبر 1808، والتي استمرت بالاعتراف بفيرناندو السابع القابع بالسجن في باريس ملكا شرعيا. تم الاعتراف دبلوماسيا بشرعية تلك الحكومة من بريطانيا ودول أخرى كانت في حالة حرب مع فرنسا.
| الاسم                                                     | العمر                                 | بداية الحكم   | نهاية الحكم          | ملاحظات                          | العائلة | الصورة          |
| --------------------------------------------------------- | ------------------------------------- | ------------- | -------------------- | -------------------------------- | ------- | --------------- |
| جوزيف بونابرت - الدخيل والزجاجة جو - (بالإسبانية: José I)‏ | ‏7 يناير 1768 – 28 يوليو 1844 (76 سنة) | ‏ 6 يونيو 1808 | 11 ديسمبر 1813 (خلع) | الأخ الأكبر ل الإمبراطور نابليون | بونابرت | José I of Spain |

### آل بوربون(1813–1868)
عاد فيرناندو ابن كارلوس الرابع إلى سدة الحكم. واستخدم لقب:«ملك قشتالة وليون وأرغون… بنعمة الله».
| الاسم                                                                | العمر                                    | بداية الحكم     | نهاية الحكم            | ملاحظات                         | العائلة | الصورة                |
| -------------------------------------------------------------------- | ---------------------------------------- | --------------- | ---------------------- | ------------------------------- | ------- | --------------------- |
| فيرناندو السابع - المرغوب والمجرم - (بالإسبانية: Fernando VII)‏       | ‏14 أكتوبر 1784 – 29 سبتمبر 1833 (48 سنة) | ‏ 11 ديسمبر 1813 | ‏ 29 سبتمبر 1833        | ابن كارلوس الرابع               | بوربون  | Fernando VII of Spain |
| إيزابيل الثانية - وحيدة مع أقدارها الحزينة - (بالإسبانية: Isabel II)‏ | ‏ 10 أكتوبر 1830 - 10 ابريل 1904          | ‏ 29 سبتمبر 1833 | ‏ 30 سبتمبر 1868 (خلعت) | ابنة/حفيدة أخيه فيرناندو السابع | بوربون  | Isabel II of Spain    |

### آل سافوي(1870–1873)
بعد الثورة الأسبانية في 1868 خلعت فيها ايزابيل الثانية، ثم تأسست حكومة مؤقتة ووصاية برئاسة فرانسيسكو سيرانو من 8 أكتوبر 1868 حتى 2 يناير 1871، عندما انتخب الملك الجديد، وسمي باسم ملك إسبانيا، من خلال نعمة الله وإرادة الأمة.
| الاسم        | العمر                                 | بداية الحكم     | نهاية الحكم             | ملاحظات                                | العائلة | الصورة                   |
| ------------ | ------------------------------------- | --------------- | ----------------------- | -------------------------------------- | ------- | ------------------------ |
| أماديو الأول | ‏30 مايو 1845 – 18 يناير 1890 (44 سنة) | ‏ 16 نوفمبر 1870 | ‏ 11 فبراير 1873 (تنازل) | رشحه الكورتيس؛ حفيد حفيد كارلوس الثالث | سافوي   | أماديو الأول ملك إسبانيا |

## مملكة إسبانيا (1874–1931)

### آل بوربون(1874–1931)
أعيد ابن إيزابيل الثانية إلى العرش بعدما تنازلت لصالحه سنة 1870. وهو الملك الدستوري لإسبانيا.
| الاسم                                                        | العمر                                    | بداية الحكم     | نهاية الحكم          | ملاحظات                              | العائلة | الصورة                |
| ------------------------------------------------------------ | ---------------------------------------- | --------------- | -------------------- | ------------------------------------ | ------- | --------------------- |
| ألفونسو الثاني عشر - صانع السلام - (بالإسبانية: Alfonso XII)‏ | ‏28 نوفمبر 1857 – 25 نوفمبر 1885 (27 سنة) | ‏ 29 ديسمبر 1874 | ‏ 25 نوفمبر 1885      | ابن إيزابيل الثانية                  | بوربون  | Alfonso XII of Spain  |
| ألفونسو الثالث عشر - الأفريقي - (بالإسبانية: Alfonso XIII)‏   | ‏ 17 مايو 1886 - 28 فبراير 1941 (54 سنة)  | ‏ 17 مايو 1886   | ‏ 14 ابريل 1931 (عزل) | ولد بعد وفاة أبيه ألفونسو الثاني عشر | بوربون  | Alfonso XIII of Spain |

## ديكتاتورية فرانسيسكو فرانكو (1939-1975)
أعلن الجنرال فرانسيسكو فرانكو في 1 أكتوبر 1963 نفسه "زعيمًا لإسبانيا" (بالإسبانية: Caudillo de España) في المناطق التي كان يسيطر عليها القوميون (nacionales) بعد اندلاع الحرب الأهلية الإسبانية. استولى فرانكو على كامل إسبانيا في 1 أبريل 1939 مُنهيًا بذلك الجمهورية الثانية.تولى خوان كارلوس مقاليد حكم إسبانيا في عام 1975. وتلا ذلك انتقال دام ثلاث سنوات نحو الديمقراطية تم خلالها تفكيك نظام حكم فرانكو بشكل تدريجي والتحضير لنظام جديد بدءًا من عام 1978.

## قائمة ملوك إسبانيا (1975 – الآن)
انتقلت مطالبة ألفونسو الثالث عشر بالعرش (بعد تنازل ابنيه الأكبر) إلى ابنه الثالث، خوان البوربوني كونت برشلونة، الذي تنازل عن مطالبته لابنه الأكبر الذي أصبح ملك إسبانيا. تولي خوان كارلوس الحكم. تخلى خوان كارلوس عن العرش لابنه فيليب السادس الذي تُوج ملكًا في 19 يونيو 2014، وأصبحت ابنته الكبرى ليونور وريثته في الحكم.
| الصورة | الشعار | الاسم                    | الفترة                                             | تاريخ الميلاد                                                                                | الزيجات الأولاد     |
| ------ | ------ | ------------------------ | -------------------------------------------------- | -------------------------------------------------------------------------------------------- | ------------------- |
|        |        | خوان كارلوس الأول        | 22 نوفمبر 1975- 19 يونيو 2014 (38 سنوات و209 أيام) | 5 يناير 1938 روما (2020)ابن خوان البوربوني كونت برشلونة والأميرة ماريا مرسيديس دي الصقليتين. | الملكة صوفيا3 أطفال |
|        |        | فيليب السادس ملك إسبانيا | 19 يونيو 2014 (10 سنوات و266 أيام)                 | 30 يناير 1968 مدريد (1995)ابن خوان كارلوس                                                    | ليتيزيابنتان        |